# Dino (chanteur)
Pour les articles homonymes, voir Dino.
Eugenio Zambelli, connu sous le nom de Dino, né le 3 mai 1948 à Vérone (Italie), est un chanteur et acteur italien. 

## Biographie
Né à Vérone, Zambelli a commencé sa carrière en tant que chanteur du groupe I Kings. En 1963, le groupe remporte la deuxième édition du Festival degli sconosciuti organisé par Teddy Reno à Ariccia. Touché par la voix du chanteur, Teddy Reno fait appel à Zambelli pour sa maison de disques et le produit sous le nom de scène de « Dino ». 
Entre 1964 et 1968, Dino est une idole pour adolescents et un chanteur à succès, avec deux titres majeurs, Eravamo amici et Te lo leggo negli occhi,. Il croise à cette époque Françoise Hardy, venue chanter en Italie.
Également actif en tant qu'acteur au cinéma et au  théâtre, Dino se retire des scènes en 1973 et devient directeur d'une société pétrolière. Il a repris une activité musicale à la fin des années 1980.